# Huhkola
Huhkola est un quartier du district Varissuo-Lauste à Turku en Finlande,.

## Description
Huhkola est un quartier construit de petites maisons individuelles dans l'est de Turku au bord de la route nationale 1.
Les services les plus proches se trouvent dans le centre commercial Skanssi à proximité d'Huhkola. 
À Huhkola, il y a des terrains de sport, une garderie et un arrêt de bus pour le trafic intra-urbain. 
À Huhkola, il y a aussi une sentier de randonnée éclairé et un parc de golf de frisbee.